# Bio FREAKS
Bio FREAKS és un videojoc de lluita en 3D creat per Midway el 1998. Es va llançar una limitada edició per les màquines recreatives i va ser llançat per PS1 i N64.

## Argument
En un futur no gaire llunyà, els Estats Units van caure com tots els grans imperis al llarg de la història. Cinquanta estats es van dividir en territoris privats després de les guerres civils tecno-industrials. La tecnologia i la bioenginyeria es va accelerar a un gran ritme i va forçar una competència industrial d'espionatge corporatiu. El govern va tractar de mantenir el control del país, però l 'efecte de les guerres de corporacions gegants de coll blanc va conduir l'economia a un punt culminant. Neo-Amerika surt com a resultat de la fallida del govern i les absorcions d'empreses tecnològiques. Per mantenir l'ordre, es crea la Comissió de Jocs Secrets (SGC) per organitzar tornejos per decidir quina organització ha de controlar tot Neo-Amerika, cosa que conduirà a la creació de Biological Flying Robotic Enhanced Armored Killing Synthoids (Bio F.R.E.A.K.S.) fent de campions per a cada organització participant.

## Jugabilitat
El joc utilitza un complet motor poligonal per a la lluita, amb 8 lluitadors diferents i 2 caps.
Bio F.R.E.A.K.S. utilitza una barreja de combat de cos a cos i de llarg abast. Cada personatge té un assortiment d'atacs especials, tant a prop com a llarg bast, així com "atacs finalitzants". Com els Fatalities dels jocs de Mortal Kombat, aquests moviments poden executar els oponents del jugador mentre alguns, com a Time Killers, eliminarà les extremitats. També es poden sumar danys per part d'atacs poderosos i també es pot destruir una extremitat.
El joc té lloc en escenaris de lluita en 3D. Es va posar l'èmfasi en la mobilitat donant guions a un gran rang i en múltiples direccions. Els botons de cara estan assignats a membres específics. Els botons de les espatlles s'utilitzen per esquivar, volar i atacs bàsics de llarg abast.

## Rebuda
Bio F.R.E.A.K.S. va rebre ressenyes mixtes en llançar-se. La versió de PlayStation té actualment una qualificació del 60% a GameRankings mentre que la versió de Nintendo 64 té una qualificació del 68%.

## Eslògans
- Bio FREAKS: The ultimate fusion of man and machine
- (en la promoció de la Zipperhead): His left arm will leave you in an ambulance. His right arm will leave you in a dust pan.